# 含針術
含針術（ふくみばりじゅつ）とは、口の中に針を含ませて、敵の目潰し等に使われる技術。
現実の武術としては総合武術であれば目潰しの中の１技法として口伝である場合もあり、実際には直接針を口に含むのでは無理があるので針を入れた道具を口に含むようである。宮城県遠田郡涌谷には昭和の中頃まで含み針術（流名不詳）を伝えていた人物が現存していた。
千葉県銚子に伝承される石黒流柔術では竹筒に針を仕込み吹く技を含針術として伝承している。